# Ієвлєв Олександр Іванович
Олександр Іванович Ієвлєв (нар. 5 вересня 1926, ділянка № 32 Другої Шанінської сільської ради, тепер Таловського району Воронезької області, Російська Федерація — 30 листопада 2004, місто Москва) — радянський державний діяч, заступник міністра сільського господарства СРСР, 1-й заступник голови Державного агропромислового комітету СРСР — міністр СРСР. Кандидат у члени ЦК КПРС у 1986—1990 роках. Кандидат економічних наук (1973).

## Життєпис
Народився в селянській родині. Трудову діяльність розпочав у 1941 році обліковцем бригади колгоспу «Комунар» Таловського району Воронезької області.
У 1943—1950 роках — служба в Радянській армії, учасник німецько-радянської війни.
Член ВКП(б) з 1950 року.
У 1950—1952 роках — на комсомольській роботі в Таловському районі Воронезької області.
У 1952—1959 роках — пропагандист, завідувач відділу, секретар Таловського районного комітету КПРС Воронезької області.
У 1959—1960 роках — інструктор відділу Воронезького обласного комітету КПРС.
У 1960 році закінчив заочно Воронезький сільськогосподарський інститут. Закінчив також Воронезьку вищу партійну школу.
У 1960—1962 роках — 2-й секретар, 1-й секретар Воробйовського районного комітету КПРС Воронезької області.
У 1962—1965 роках — секретар партійного комітету Бутурліновського виробничого колгоспно-радгоспного управління Воронезької області.
У 1965—1971 роках — 1-й секретар Бутурліновського районного комітету КПРС Воронезької області.
У 1971—1977 роках — секретар Воронезького обласного комітету КПРС з питань сільського господарства.
У 1977 — грудні 1985 року — заступник міністра сільського господарства СРСР.
16 грудня 1985 — 10 квітня 1989 року — 1-й заступник голови Державного агропромислового комітету СРСР — міністр СРСР.
З квітня 1989 року — персональний пенсіонер союзного значення в Москві.
Помер 30 листопада 2004 року в Москві. Похований на Троєкуровському цвинтарі.

## Нагороди і звання
- орден Леніна
- орден Жовтневої Революції
- два ордени Трудового Червоного Прапора
- орден Вітчизняної війни ІІ ст.
- медалі